# Drosnay
Drosnay település Franciaországban, Marne megyében. Lakosainak száma 195 fő (2022. január 1.). Drosnay Gigny-Bussy, Brandonvillers, Margerie-Hancourt, Outines és Saint-Remy-en-Bouzemont-Saint-Genest-et-Isson községekkel határos.

## Népesség
A település népességének változása:
| Lakosok száma | 188  | 154  | 171  | 167  | 188  | 204  | 216  | 223  | 214  | 195  |
|               | 1968 | 1982 | 1990 | 2006 | 2013 | 2015 | 2017 | 2019 | 2020 | 2022 |